# Uhre (Ikast-Brande Kommune)
 For alternative betydninger, se Uhre. (Se også artikler, som begynder med Uhre)
Uhre er en landsby i Midtjylland med 258 indbyggere  (2024). Uhre er beliggende fem kilometer vest for Brande.
Byen ligger i Region Midtjylland og hører under Ikast-Brande Kommune. Uhre er beliggende i Brande Sogn – Uhre Kirkedistrikt.